# 中高空防空
中高空防空（High to Medium Air Defense, HIMAD）是一系列的中程防空武器和戰術，用於防禦、攔截位於中高空的空中威脅，主要針對的目標通常為噴射機和洲際彈道飛彈。由於其長射程及制導方式，有些中高空防空武器亦可用於類似彈道飛彈的對地打擊，如俄羅斯的S-300飛彈。中高空防空(HIMAD)及短程防空(SHORAD)通過各自的防空範圍以及作戰高度差異，將一系列的防空武器及戰術分類於各自適合的防空範圍中。

## 美國
美國陸軍的中高空防禦系統包括：

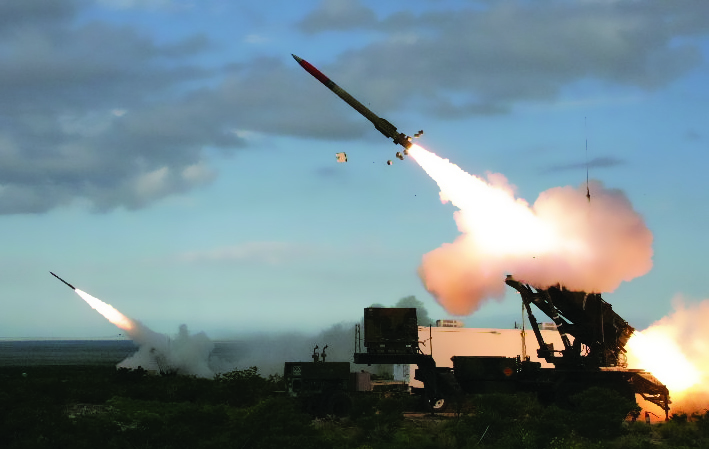
執行防空測驗的美國陸軍MIM-104愛國者飛彈。

- MIM-23鷹式飛彈：MIM-23B型號最大作戰範圍為40公里，最大射高為18公里。
- MIM-104愛國者飛彈：PAC-2型號最大作戰範圍為70～100公里，最大射高為25公里。
- 戰區高空防禦飛彈：最大作戰範圍為200公里，最大射高為150公里。

美軍防空部隊的短程防空及中高空防空系統在作戰上有明確的分工，相較於短程防空系統可支持進攻性行動的優秀機動性，中高空防空系統可同時用於打擊短程及遠程中高空的威脅，且通常定點部署於大後方具有重大戰略價值的區域附近，以提供防禦性的靜態保護。此類系統的重新部署需花費更多時間，且由於在設計上針對高空及遠程目標的特性，中高空防空系統基本完全無法脫離其他雷達與感測系統的輔助獨自作戰。

## 挪威
- 挪威先進地對空飛彈系統(NASAMS)：系統內包括載有4枚AIM-120先進中程空對空飛彈，最大作戰範圍為30～50公里，最大射高為21～35.7公里。

## 俄羅斯
俄羅斯的中高空防禦系統包括：

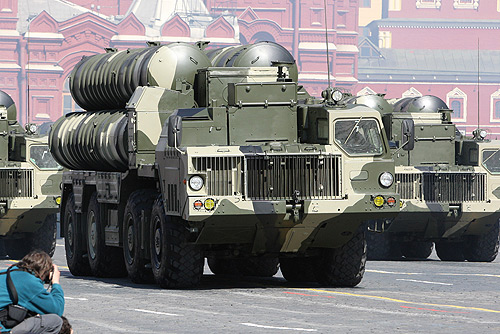
閱兵式上俄羅斯陸軍的俄羅斯S-300防空飛彈發射車，用於中高空防空的俄系S-400飛彈與S-500飛彈都是從它衍生、改良和進化而來。

- S-300飛彈：具有多種型號，S-300PMU-2使用之48N6E2飛彈最大作戰範圍為200公里，最大射高為37公里。
- S-400飛彈：使用之40N6E飛彈最大作戰範圍為500公里，最大射高為135公里。
- S-500飛彈：最大作戰範圍為600公里，最大射高為200公里。

## 中華人民共和國
中華人民共和國的中高空防禦系統包括：
- 紅旗-9中遠程防空飛彈：紅旗-9B最大作戰範圍為260公里，最大射高為30公里。
- 紅旗-22中遠程防空飛彈：最大作戰範圍為100公里，最大射高為27公里。

## 中華民國

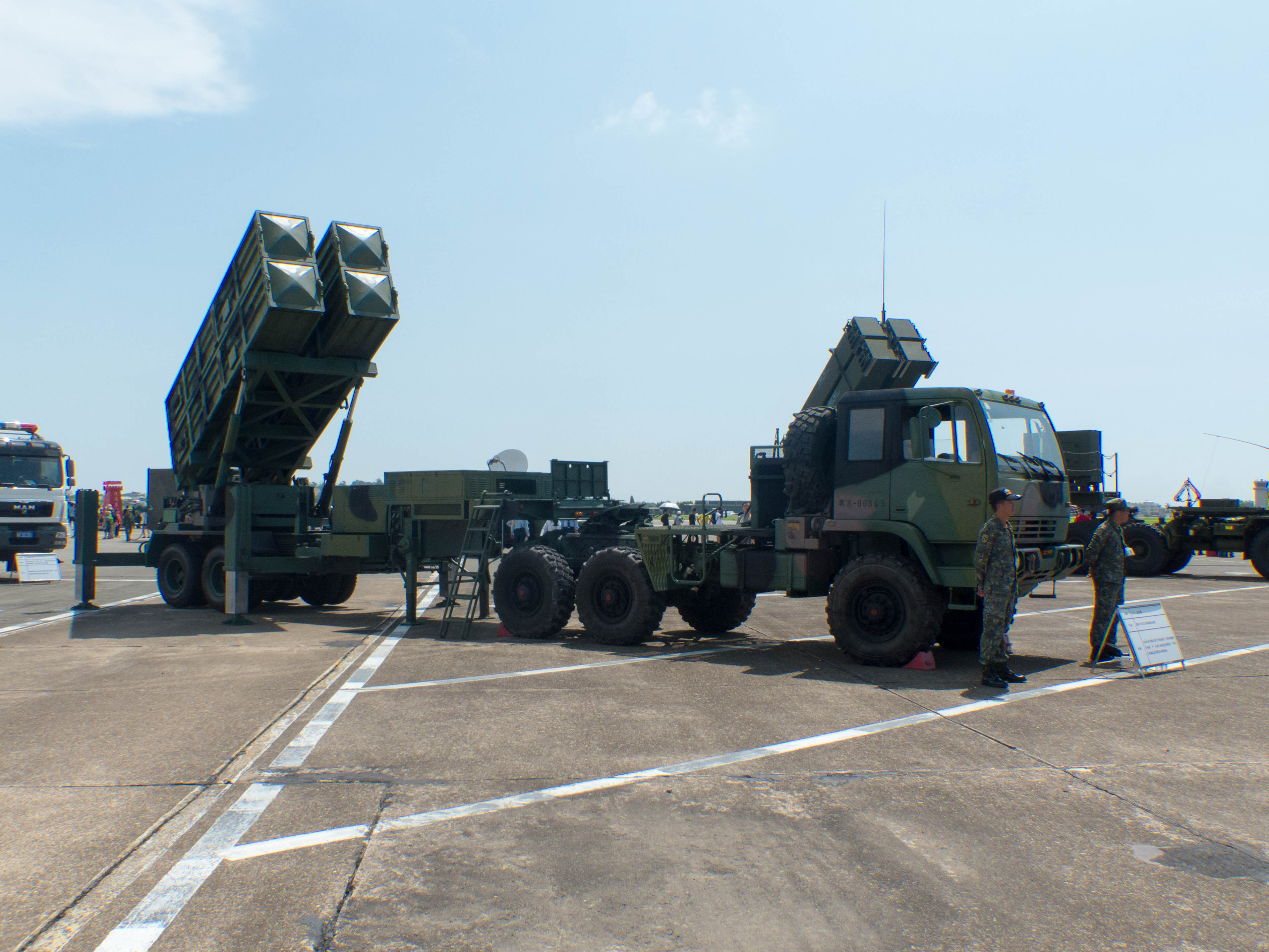
中華民國空軍的天弓二型防空飛彈發射車。

- 天兵防空系統：與系統整合的MIM-7F/M麻雀飛彈最大作戰範圍為19～50公里，最大射高為35公里。
- 天弓一型防空飛彈：最大作戰範圍為100公里，最大射高為35公里。
- 天弓二型防空飛彈：最大作戰範圍為200公里，最大射高為40公里。
- 天弓三型防空飛彈：最大作戰範圍為200公里，最大射高為45～70公里。
- 天弓四型防空飛彈：最大作戰範圍為200公里，最大射高為70～100公里。

## 法國/義大利

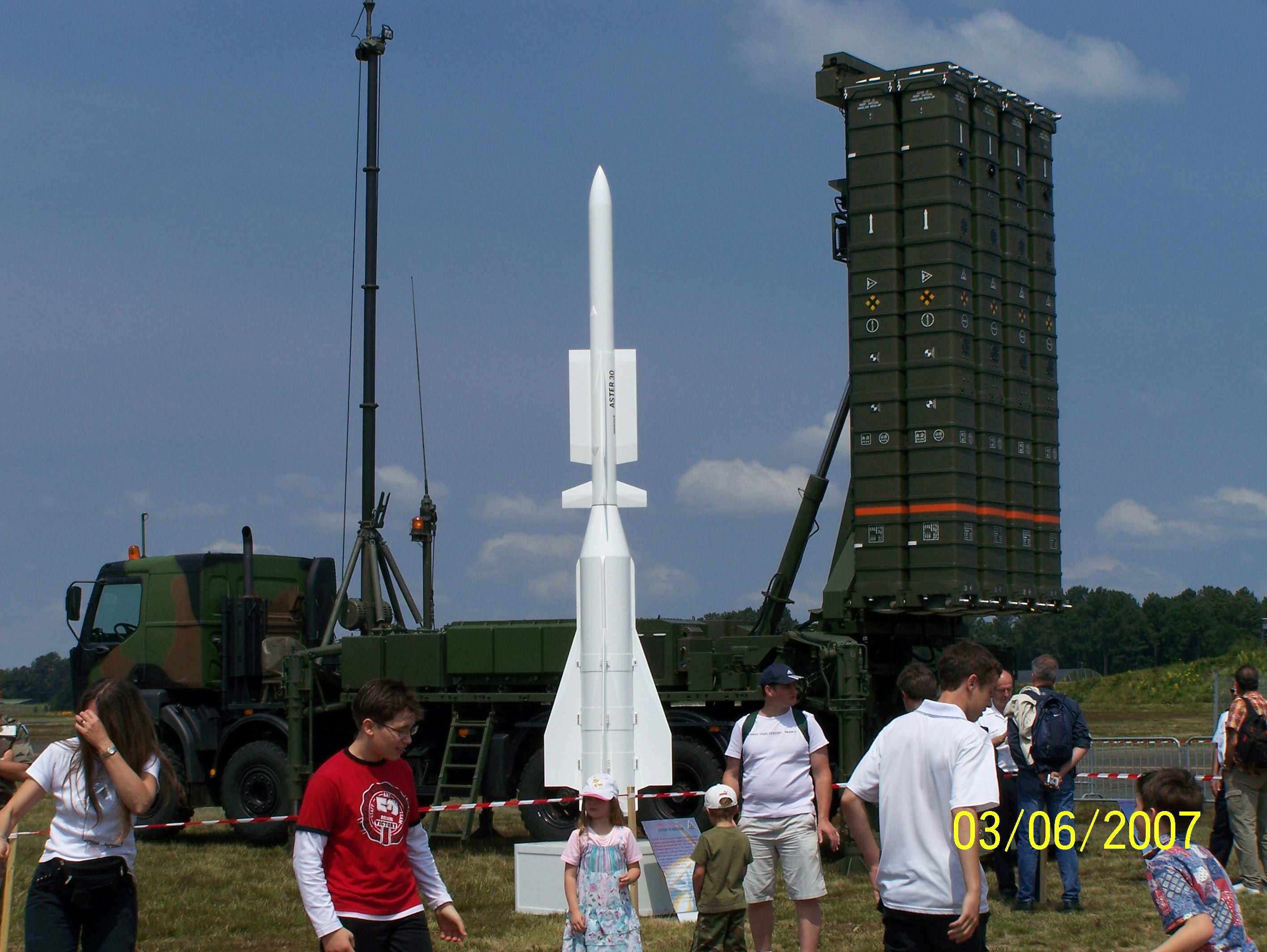
法國空天軍的阿斯特30飛彈發射車。

- 阿斯特飛彈：阿斯特30最大作戰範圍為120公里，最大射高為20公里。

## 德國

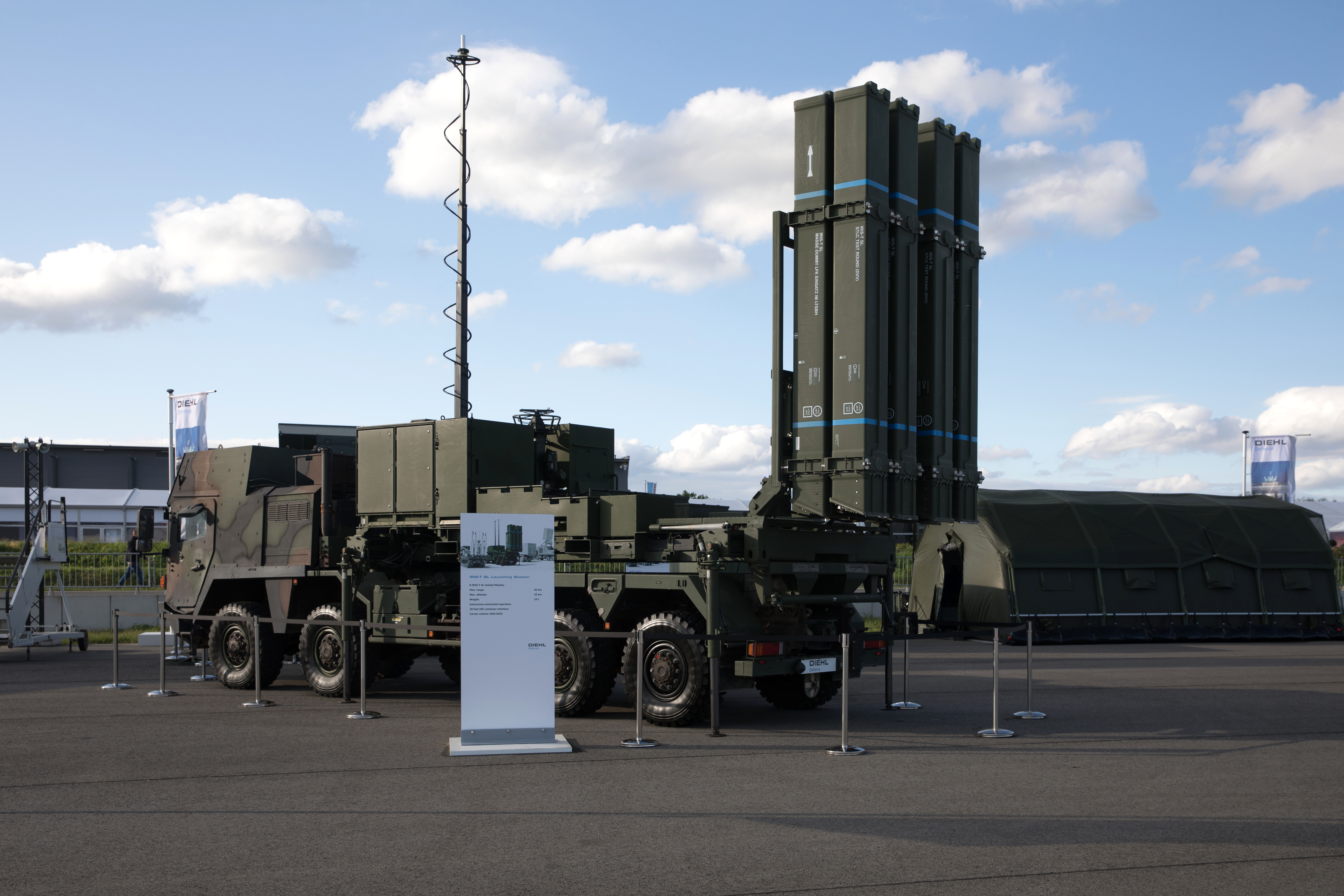
德國聯邦國防軍空軍的IRIS-T SLM飛彈發射車。

- IRIS-T SLM：IRIS-T SLX長程地對空飛彈最大作戰範圍為80公里，最大射高為30公里。

## 韓國
- 長程地對空飛彈計劃（英语：L-SAM）：第一批次最大作戰範圍為150公里，最大射高為60公里。

## 印度
- 閃電-8飛彈 （與以色列共同開發）：閃電-8ER型號最大作戰範圍為150公里，最大射高為30公里。
- 超長程地對空飛彈計劃（英语：XR-SAM）：估計最大作戰範圍為350～400公里。

## 伊朗
- 巴瓦爾-373：Sayyad-4B飛彈最大作戰範圍為300公里，最大射高為32公里。

## 以色列
- 大衛投石索防空飛彈系統：大衛投石索最大作戰範圍為300公里，最大射高為50公里。
- 箭式防空飛彈系統（英语：Arrow (missile family)）：箭式最大作戰範圍為90～250公里，最大射高為100～120公里。
- 閃電-8飛彈 （與印度共同開發）：閃電-8ER型號最大作戰範圍為150公里，最大射高為30公里。

## 藝廊

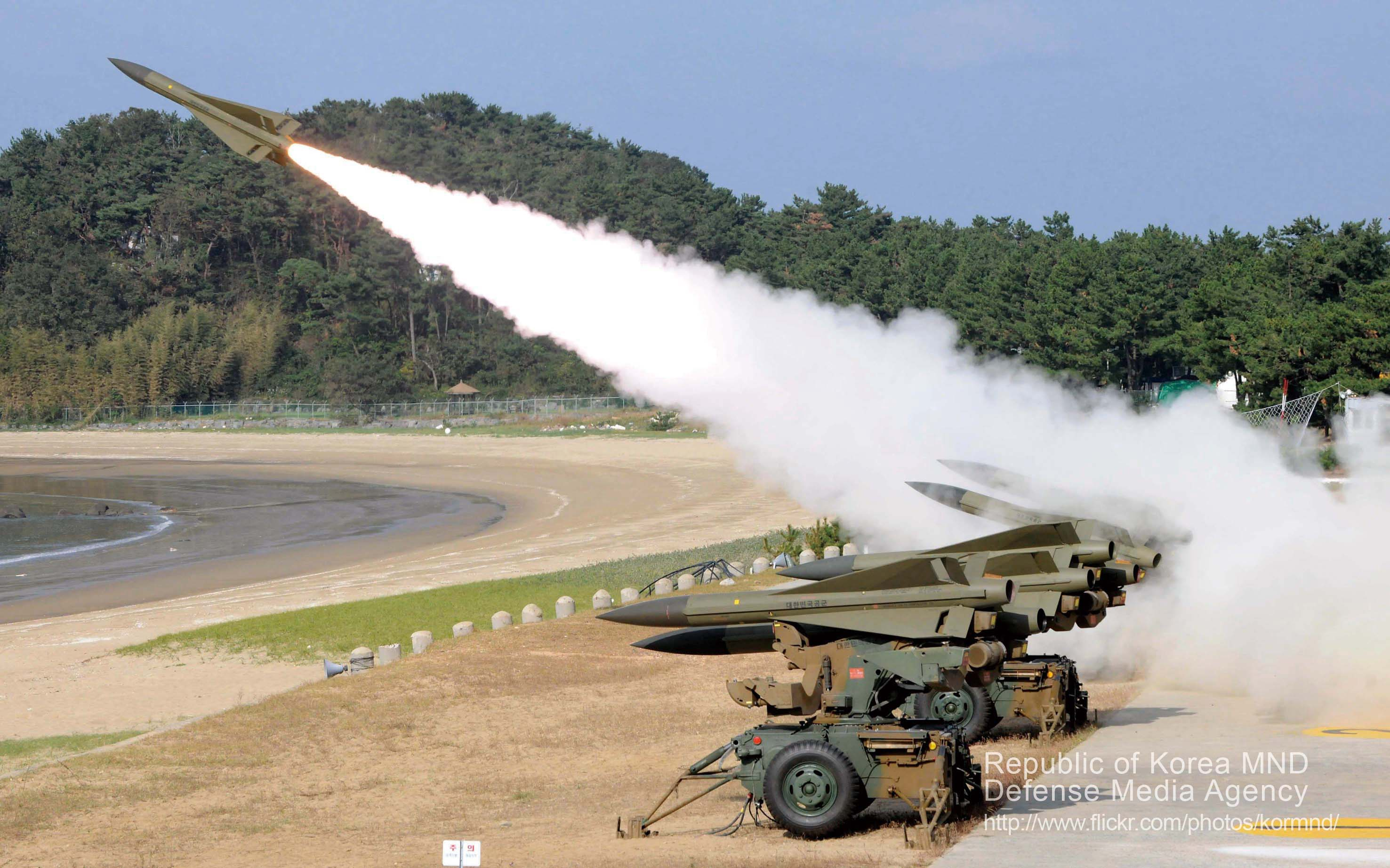
執行防空測驗的大韓民國陸軍MIM-23鷹式飛彈。
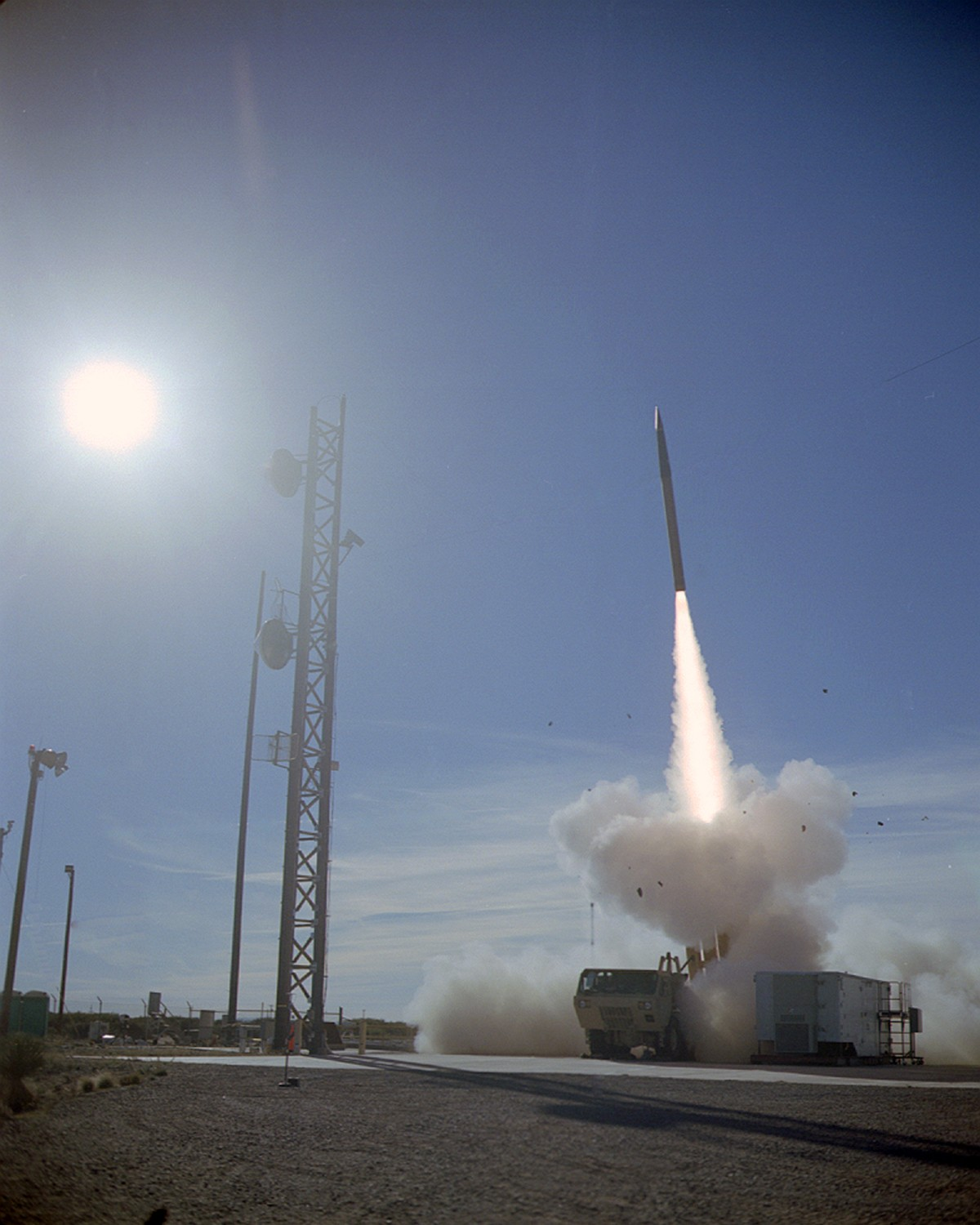
執行防空測驗的美國陸軍戰區高空防禦飛彈。
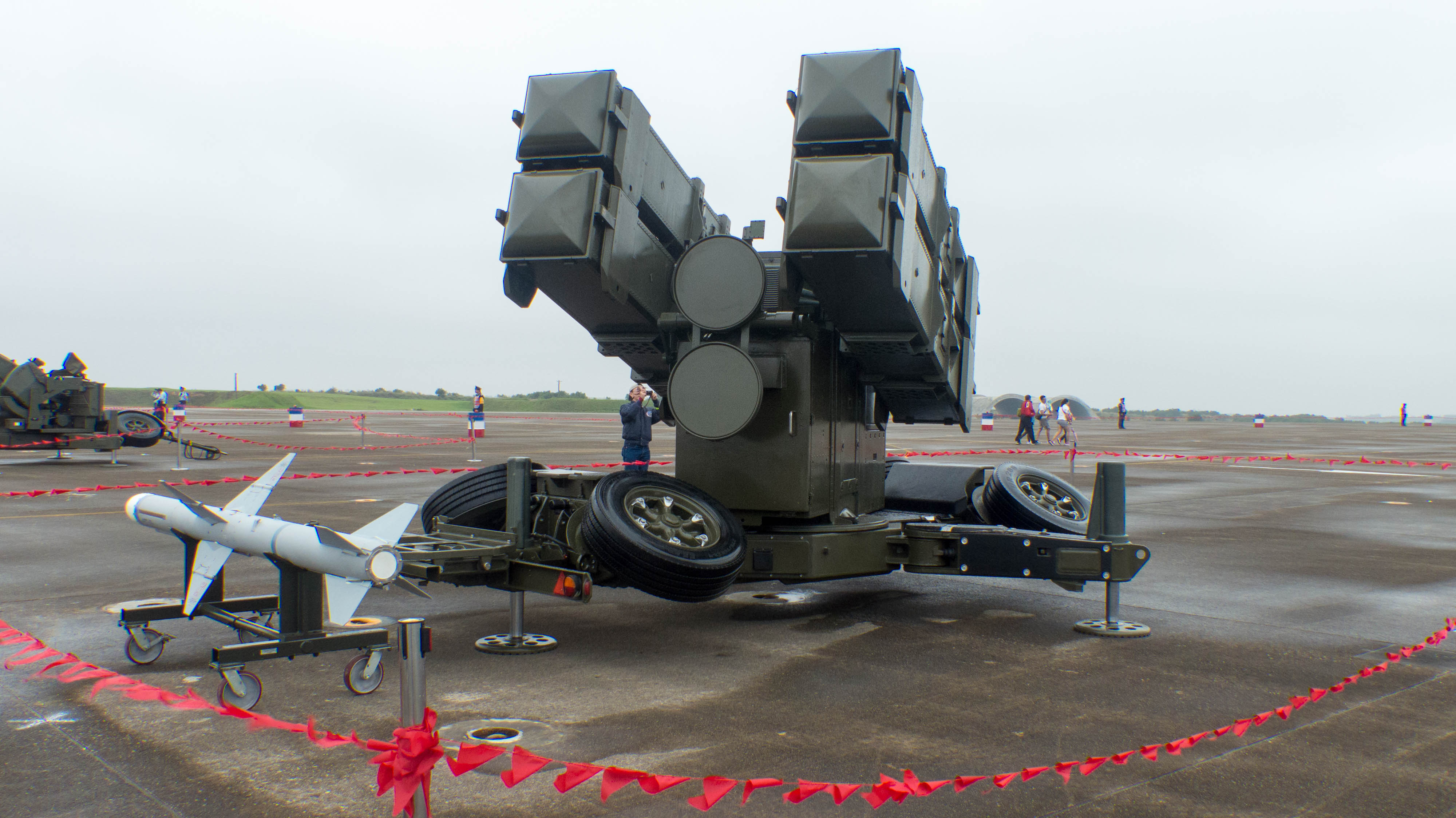
中華民國空軍的Mk 29AIM-7F/M麻雀飛彈、RIM-7F/M海麻雀飛彈發射器，可配合天兵雷達或CS/MPQ-78雷達使用並與歐瑞康GDF雙管高射炮達成火力互補。
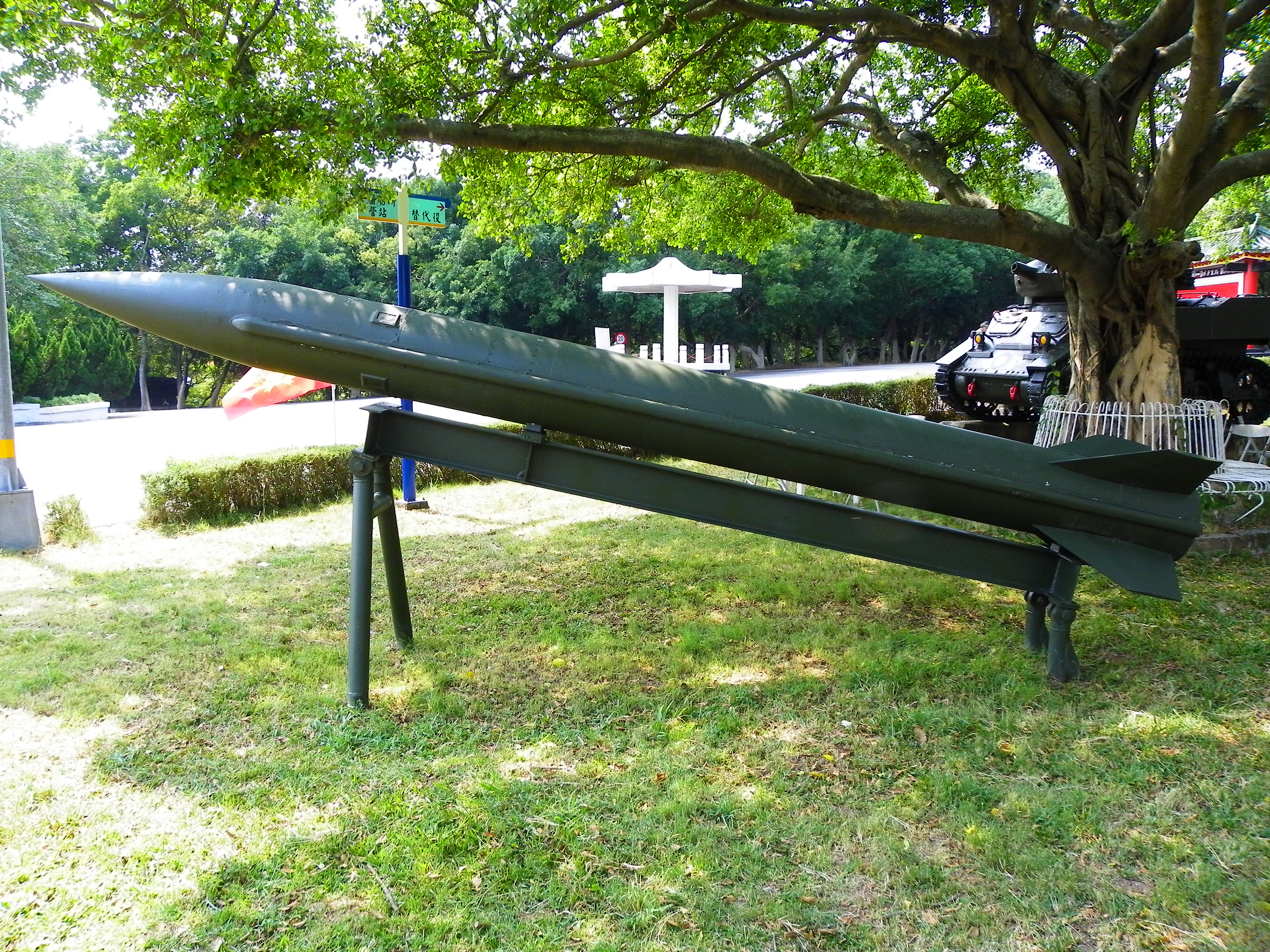
中華民國空軍的天弓一型防空飛彈。
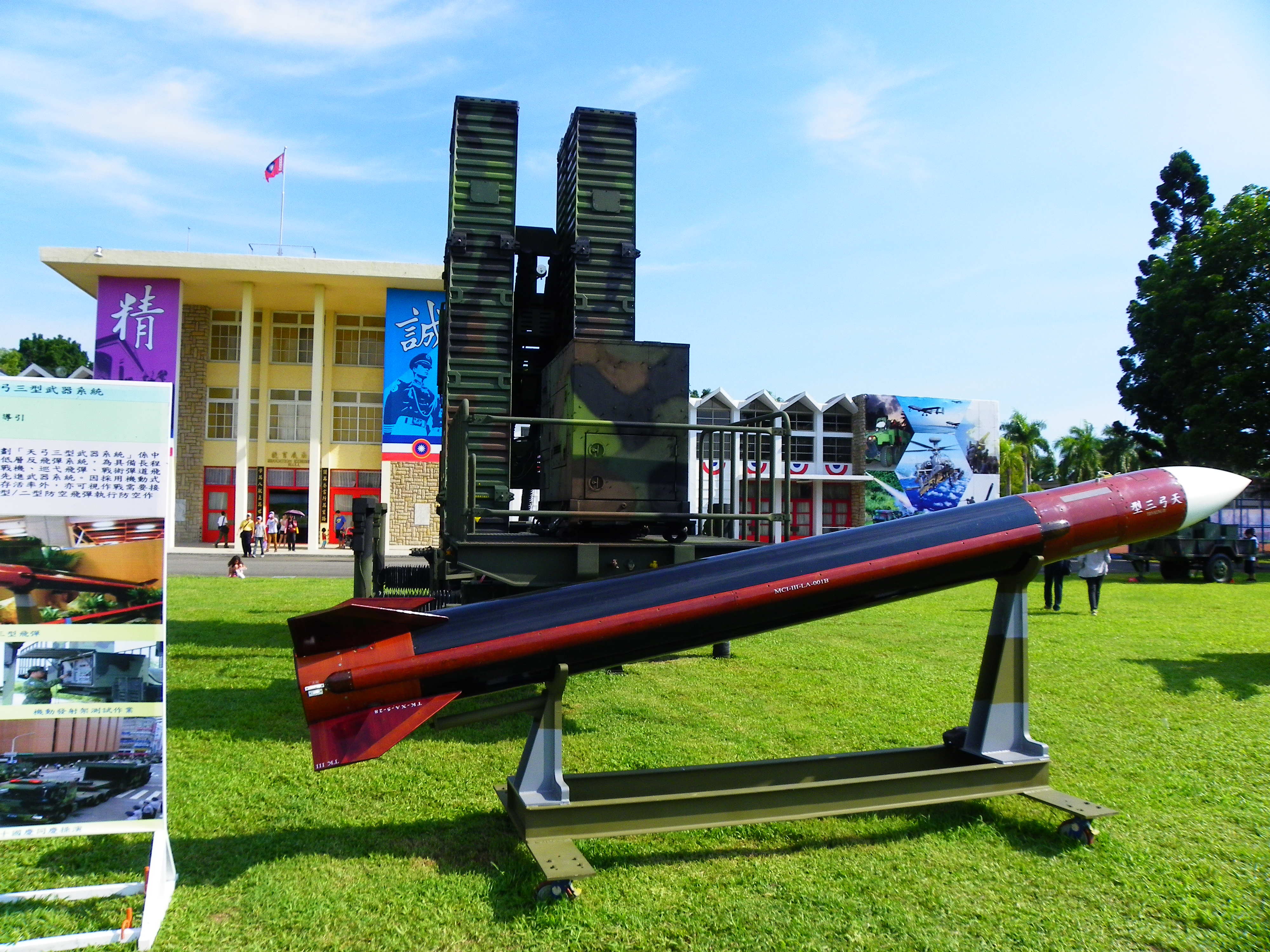
中華民國空軍的天弓三型防空飛彈。

### 引文
1. ↑  Wiggins & Vince 2015，第56頁.

### 圖書
- （英文）Wiggins, Jr.; Vince, R. . Military Review (United States of America: Army University Press). 2015, 95 (6): 55-63. ISSN 0026-4148.